# 에디 흐르니치
에디 흐르니치(덴마크어: Edi Hrnic, 2003년 12월 26일~)는 덴마크의 태권도 선수이다. 2024년 하계 올림픽에서 남자 웰터급 동메달을 획득했다.

## 개인사
흐르니치는 보스니아 헤르체고비나 이민자 혈통이다.